# Ürmény
Ürmény (szlovákul Mojmírovce, korábban Urmin) község Szlovákiában, a Nyitrai kerületben, a Nyitrai járásban.

## Fekvése
Nyitrától 13 km-re délre, Nyitraivánka és Nagyvölgy, illetve Salgó és Tarány között fekszik.

## Élővilága
Ürményben egyelőre nem evidálnak gólyafészket.

## Története
Az itt feltárt, a laténi kultúrához tartozó csontvázas temető azt bizonyítja, hogy területén már a vaskorban is település állt. A mai település első írásos említése "Ylmer" alakban az esztergomi káptalan oklevelében található, mely 1156-ból származik. 1275-ben "Ilmur", 1277-ben "terra Illmer" alakban említik. Nevét a szlovák kutatók az ilmar (puhafafeldolgozók) jelentésű szóból eredeztetik.
A helyi nemes Ürményi család birtoka volt, majd a 16. században a Ghyczy és Révay családok, a 19. században a Bossányi, Tarnóczy és Aldobrandini családok voltak a birtokosai. A 16. században török és császári csapatok is feldúlták. 1599-ben a helyi Török-dombon táborozott a Nyitra vidékét feldúló török sereg. A lakosság, hogy megvédje magát a támadásoktól föld alatti búvóhelyeket, alagutakat épített. Egy alagút a közeli szőlőhegyre vezetett.[forrás?] A 17. században magyar kálvinisták települtek le a községben. A 17. század elején a Szobonya család is birtokos volt. 1698-tól Ürmény vásártartási joggal rendelkező mezőváros.
A Hunyadi család 1675-ben szerzett birtokot a településen és a 18. században Ürmény a család birtokközpontja lett. Gróf Hunyadi József 1814-ben messze földön híres merinói juh és lótenyészetet alapított itt, 1814 és 1821 között pedig a birtokához tartozó keszi síkon országos hírű lóversenyeket rendezett. 1821-ben Wesselényi Miklós is nála agarászott Ürményben és Mezőkeszin. Gróf Széchenyi István 1828-ban „A Lovakrul” című könyvét – mely a magyar lótenyésztés alapműve – gróf Hunyadi József emlékének ajánlotta. Csekonics József munkásságára is döntő hatással volt az akkori idők legkorszerűbb lótenyésztési tudományának megismerése gróf Hunyadi József ürményi ménesében.
1711 után Beleznay János szerződéses úton tömegesen telepíti újra a Pest megyei Pilis községet, többek közt Ürményből is. A 18. század elején Nyitra és Bars vármegye a török és kuruc harcok során elnéptelenedett déli falvait és városait északabbról volt szükség újratelepíteni, majd a 20-as évektől kezdődően több természeti csapás (például állatpestis) is gazdasági csapást mért az itt lakókra, aminek következménye az újabb elvándorlási hullám volt.
A 19. század elején zsidók telepedtek le a községben és 1820-ban felépítették zsinagógájukat, mely ma már nem működik. A kézművesség is gyorsan fejlődött, 1871-ben már 44 kézműves, főleg csizmadia tevékenykedett itt. 1874-ben gróf Hunyadi Imre kolostort alapított itt a vincés nővérek számára. 1883-ban a községben fúvószenekart alapítottak, mely a mai napig is fennáll. Hitelszövetkezet, pincészet, sörfőzde és téglagyár is létesült itt a század végén.
Vályi András szerint "ÜRMÉNY. Elegyes magyar és tót Mezőváros Nyitra Várm. földes Urai Gr. Hunyady, Ürményi, C. Boronkay, és más Uraságok, lakosai katolikusok, fekszik Nyitrához két órányira, az ország útban; hajdan Hunyadynak lakó helye vala; határja jól termő, vagyonnyai külömbfélék, piatzok helyben, és Nyitrán."
Fényes Elek szerint "Ürmény, Nyitra m. vegyes magyar-német-tót m.v., Nyitrától 2 órányira egy kies vidéken. Számlál 1458 kath., 29 ref., 13 evang., 415 zsidó lak. Van benne kath. paroch. templom, synagoga. Nézést érdemlenek az urasági igen szép, és herczegi módra kiékesitett kastély, egy kerttel együtt; az urasági valóságos spanyol eredetü birkanyáj s a tehenészet; az innen 1/2 órányira – Keszin – lévő arabs, angol, török, nápolyi faju ménes; az amerikai számos faültetvények, más gazdasági készületekkel együtt. F. u. gr. Hunyady, és az Ürményi család. Ut. p. Érsekujvár."
Nyitra vármegye monográfiája szerint "Ürmény nagy község, Nyitrától délre 15 kilométerre. Lakosainak száma 3299, túlnyomó számban tótok, még pedig 2293, ezenkívül magyar 742, német 235 lélek. Vallásra nézve majd mind r. katholikusok; ezek száma 3000, az izraelitáké 272. Postája van, táviró- és vasúti állomása Tornócz és Ivánka. Egy XIII. századbeli összeírásban e község „Ilmur” név alatt szerepel és csak a XVI. század első felében találkozunk mai nevével. Kath. temploma 1721-ben épült. Kegyura gróf Hunyady Imre. Van itt még egy kápolna is, az izraelitáknak pedig zsinagógájuk, melyet 1820-ban építtettek. A helységben gróf Hunyady Imrének nagyszabásu, díszes kastélya áll, mely 1720-ban épült, 1866-ban azonban leégett és ujra felépíttetett. A kastély tágas és díszes helységei előkelő ízléssel vannak berendezve. Az óriási park, melyben a kastély áll, szebbnél-szebb részletekben bővelkedik. Az épület közelében van a szép lovagló-tér, nemkülönben a mintaszerü urasági lóistállók; kiegészitő része ez a tulajdonos gróf mintagazdaságának. Az uradalom ló- és szarvasmarha-tenyésztése, juhtenyésztése és tejgazdasága az elsők közé tartozik, s mint ilyen nemcsak országos nevezetesség, de híre túlterjedt hazánk határán is. A községben van az Irmely, később Ürményi család nemesi kuriája is, amely jelenleg herczeg Aldobrandini Kamillóé, kinek itt szintén nagyobb uradalma van. A község csinos, tiszta főterén áll a templom, az emeletes plébánia-lak és az urasági tiszti épületek. A községben kórház is van. A Szent-Vinczéről nevezett irgalmas nővéreknek 1875 óta zárdájuk van itt, melyet gróf Hunyady Imre 1874-ben alapitott. Forgalmi és hitelszükségletük kielégitését a hitelszövetkezet és fogyasztási szövetkezet biztosítja. A helység egészségi viszonyaira nézve jótékony hatással van két ártézi kút, melyek igen jó ivóvizet adnak. 1874-ben majdnem az egész község porrá égett. Legrégibb földesura az Ürményi család volt, azután a Hunyadyak, a Bossányiak és a Tarnóczyak. Itt született Grassalkovics herczeg, kinek atyja János és anyja Egresdy Zsuzsánna akkor Ürményben lakott."
Szőlőhegyét a 14. századtól említik, mely elsősorban az Ivánkára vezető út két oldalán, Ivánkahegyig terjedt. A kezdetét a 18. században emelt Szent Orbán kápolna jelezte. A falu borászata a 15-16. században élte virágkorát, amikor Nyitra vármegyében itt volt a legnagyobb kiterjedésű szőlők egyike. Szőlőhegyei voltak: Kis-, Közép- (Öreg) és Nagy Kilenced, Ivánkahegy, Közép-, Középsőhegy, Hátsó hegy, Előhegy, Új hegy, Ókos/ Ákoshegy. A falu címerében a szőlőfürtös tőke a 16. században jelenik meg.
A trianoni békeszerződésig területe Nyitra vármegye Nyitrai járásához tartozott. Az 1930-as években a kommunista pártnak nagy támogatottsága volt a községben. 1936. május 30-án nagy jégeső károsította meg Nyitrát, valamint Alsó- és Felsőköröskény, Berencs, Cabajcsápor, Csekej, Nagyemőke, Nagycétény, Nyitracsehi, Nyitraegerszeg, Salgó, Tormos, Ürmény, Üzbég, Vicsáp és Apáti, illetve Zobordarázs falvakat.

## Népessége
| Év:            | 1994. | 2004.   | 2014.   | 2024.   |
| -------------- | ----- | ------- | ------- | ------- |
| Emberek száma: | 2827  | 2751    | 2856    | 2950    |
| Eltérés:       |       | -2,68 % | +3,81 % | +3,29 % |

| Év:            | 2023. | 2024.   |
| -------------- | ----- | ------- |
| Emberek száma: | 2963  | 2950    |
| Eltérés:       |       | -0,43 % |

1880-ban 3347 lakosából 2437 szlovák, 492 magyar, 194 német, 79 más anyanyelvű, 3 idegen és 142 csecsemő volt.
1890-ben 3299-en lakták, ebből 2293 szlovák, 742 magyar, 235 német és 29 más anyanyelvű volt.
1900-ban 3349 lakosából 2524 szlovák, 548 magyar, 219 német, 1 horvát és 57 más anyanyelvű volt.
1910-ben 3347-en lakták, ebből 2653 szlovák, 457 magyar és 156 német anyanyelvű volt.
1921-ben 3545 lakosából 3223 csehszlovák és 136 magyar volt.
1930-ban 4070 lakosából 3949 csehszlovák és 30 magyar volt.
1991-ben 2808 lakosából 2754 szlovák és 8 magyar volt.
2001-ben 2694 lakosából 2639 szlovák és 10 magyar volt.
2011-ben 2838 lakosából 2641 szlovák, 27 cseh, 17 magyar, 8 cigány, 4 orosz, 2 lengyel, 1-1 ruszin, ukrán, német és szerb, 8 egyéb, valamint 127 ismeretlen nemzetiségű volt.
2021-ben 2922 lakosából 16 (+4) magyar, 2689 (+15) szlovák, (+5) cigány, 1 ruszin, 36 (+11) egyéb és 180 ismeretlen nemzetiségű volt.

## Nevezetességei
- Szent László király tiszteletére szentelt római katolikus temploma 1721-ben épült barokk stílusban.
- A Hunyadi család barokk kastélyát 1721-ben építették, az 1866-os tűzvészt követően barokk-klasszicista stílusban építették át. Parkja a korabeli Felvidék egyik legszebb kastélyparkja volt sok egzotikus faritkasággal és dísznövénnyel. 1910-ben a család utolsó férfi tagja, gróf Hunyadi László a kastélyt és a birtokot a nagysurányi cukorgyárnak adta bérbe. Az első világháború után a birtokot felparcellázták. A család utolsó nőtagjai egészen 1945-ig éltek itt. A második világháborúban az épület súlyos károkat szenvedett. Ezután különféle célokat szolgált, végül 1953-ban felújították és az 1960-as évek végéig iskolaként működött. 1974-ben a széleskörű rekonstrukció után művelődési intézeti központ lett.
- A plébánia épülete a 18. század második felében épült barokk stílusban.
- 1812-ben épült klasszicista kúria.
- Az egykori zsinagóga 1820-ban épült klasszicista stílusban.
- Szent Orbán kápolna.
- Nepomuki Szent János szobra a plébánia előtt.
- A kiskastély, mely az Ürményi, majd az Aldobrandi család tulajdona volt.
- Az egykori lovarda épülete, ma kongresszusi központ.
- A régi posta épülete, egykor nemesi kúria volt.
- Zsidó temető.

## Neves személyek
- Itt született 1694-ben Grassalkovich Antal, Mária Terézia bizalmasa.
- Itt született 1737-ben Gosztonyi István esztergomi kanonok, dulcini címzetes, majd tiberiopolitani felszentelt püspök, és esztergomi őrkanonok.[15]
- Itt született 1741-ben Ürményi József országbíró.
- Itt született 1790-ben Durguth József esztergomi kanonok.
- Itt született 1833-ban Vágner József nyitrai kanonok.
- Itt született 1836-ban Kiss István jogi doktor, joglíceumi tanár.
- Itt született 1838-ban Kiss Rezső állami főreáliskolai tanár.
- Itt született 1840-ben Schenk Lipót orvos, szakíró.
- Itt született 1843-ban Frankl Vilmos (1874 után Fraknói Vilmos), a Magyar Tudományos Akadémia titkára, történész, nagyváradi kanonok.
- Itt született 1873-ban Hunyady József nagybirtokos, politikus, királyi főudvarmester
- Itt született 1886-ban Magyar Viktor ügyvéd, publicista, politikus.
- Itt született 1910-ben Korpás Emil földrajztudós.
- Itt hunyt el 1716-ban Grassalkovich János Nyitra vármegyei birtokos, postamester, kuruc hadbíró.
- Itt hunyt el 1780-ban Janics János római katolikus plébános.
- Itt hunyt el 1803-ban Fleischhacker János jogász, jogakadémiai tanár.
- Itt hunyt el 1879-ben Csergeő Flóris katolikus pap, nyelvész, költő.
- Itt szolgált Veresmarti Mihály (1572-1645) református lelkész, római katolikus apátkanonok, író, a magyar korai barokk egyházi próza képviselője.
- Itt szolgált Kürtössy András (1648-1732) királyi tanácsos, prépost-kanonok és választott püspök.
- Itt szolgált Csekonics József (1757-1824) tábornok, császári és királyi generál főstrázsamester, a magyar lótenyésztés történetének nagy alakja, a magyar állami ménestelepek megalapítója.
- Itt szolgált Edvi Illés Pál (1793-1871) evangélikus lelkész, a Magyar Tudományos Akadémia levelező tagja, költő.
- Itt szolgált Marc Ferenc (1813–1900) kertész.
- Itt szolgált Stampay János (1864-1960) tanár, iskolaigazgató, kántor, író.
- Itt szolgált káplánként Kraffszky József (1857-1923) esperes, plébános, kisdednevelési író.
- Itt szolgált káplánként Andrisz Rezső (1902-1967) római katolikus esperes.
- Innét származott Pintér Mihály (1813-1892) jászberényi főbíró, polgármester családja.

## Galéria
- Kastély
- Templom
- Templom
- Faluközpont
- Községháza
- Háborús áldozatok emlékműve
- Szent Szűz a kisdeddel
- Nepomuki Szent János szobra
- Katolikus temető
- Zsidó temető